# Cladobethylus aquilus
Cladobethylus aquilus  (лат.) —  вид ос-блестянок рода Cladobethylus из подсемейства Amiseginae.

## Распространение
Океания: Папуа - Новая Гвинея (провинции: East Sepik, Madang, Morobe).

## Описание
Мелкие осы-блестянки (длина тела самок около 4 мм, самцов от 3 до 4 мм). Отличаются коричневыми или чёрными усиками, пропорциями члеников антенн. Основная окраска тела буровато-чёрная. Пронотум короткий, примерно вдвое короче (0,5-0,6) комбинированной длины скутума, скутеллюма и метанотума вместе взятых. Скутум с нотаулями. Самки и самцы крылатые. Коготки лапок без зубцов. Предположительно паразитоиды насекомых.

## Систематика
Вид был впервые описан в 1986 году, а его валидный статус подтверждён в 2019 году во время ревизии рода Cladobethylus, проведённой американским гименоптерологом профессором Линн Кимсей (Lynn S. Kimsey, Bohart Museum of Entomology, Department of Entomology, Калифорнийский университет в Дэвисе, Калифорния, США).